# Les 100 millors pel·lícules del cinema mexicà
Aquest és un articles sobre les 100 millors pel·lícules del cinema mexicà publicada per la revista mexicana Somos. El juliol de 1994, la revista mexicana Somos, amb motiu del seu número 100, va publicar una edició especial dedicada a les 100 millors pel·lícules del cinema mexicà. Per realitzar la selecció, la revista va convidar 25 especialistes en cinematografia mexicana, entre els quals destaquen els crítics Jorge Ayala Blanco, Nelson Carro i Tomás Pérez Turrent; els historiadors Eduardo de la Vega Alfaro i Gustavo García; a més de l'escriptor Carlos Monsiváis, el fotògraf Gabriel Figueroa i altres.
La llista de la revista inclou exclusivament llargmetratges la producció dels quals hagi estat total o majoritàriament mexicana, d'aquí l'absència d'algunes cintes importants com Viridiana (1961) de Luis Buñuel. El film més antic seleccionat El automóvil gris data de 1919 i els més recents, La invención de Cronos i Como agua para chocolate de 1992.
Fins al moment, la llista de la revista representa el principal esforç d'aquesta naturalesa que s'ha fet sobre el cinema mexicà, d'aquí la seva importància com a criteri per a la selecció de les pel·lícules que integren aquesta filmografia.
El probable antecedent d'aquest treball és la llista que publica cada deu anys la revista britànica Sight and Sound, en la que es cataloguen les 10 millors pel·lícules de la història del cinema mundial, segons crítics i directors. Aquest número de la revista és un autèntic exemplar de col·lecció ja que conté fitxes, comentaris i fotografies de les 100 pel·lícules seleccionades, així com dels directors, actors i actrius més representatius del cinema mexicà.
El 9 de juny de 2020, el portal Sector Cine va actualitzar la llista.

## Llista de les 100 pel·lícules
| Lloc | Any  | Pel·lícula                                     | Director                                 |
| ---- | ---- | ---------------------------------------------- | ---------------------------------------- |
| 1    | 1936 | Vámonos con Pancho Villa                       | Fernando de Fuentes                      |
| 2    | 1950 | Los olvidados                                  | Luis Buñuel                              |
| 3    | 1933 | El compadre Mendoza                            | Fernando de Fuentes                      |
| 4    | 1949 | Aventurera                                     | Alberto Gout                             |
| 5    | 1948 | Una familia de tantas                          | Alejandro Galindo                        |
| 6    | 1959 | Nazarín                                        | Luis Buñuel                              |
| 7    | 1952 | Él                                             | Luis Buñuel                              |
| 8    | 1933 | La mujer del puerto                            | Arcady Boytler                           |
| 9    | 1977 | El lugar sin límites                           | Arturo Ripstein                          |
| 10   | 1940 | Ahí está el detalle                            | Juan Bustillo Oro                        |
| 11   | 1945 | Campeón sin corona                             | Alejandro Galindo                        |
| 12   | 1946 | Enamorada                                      | Emilio Fernández                         |
| 13   | 1948 | Pueblerina                                     | Emilio Fernández                         |
| 14   | 1975 | Canoa                                          | Felipe Cazals                            |
| 15   | 1961 | Los hermanos Del Hierro                        | Ismael Rodríguez                         |
| 16   | 1962 | El ángel exterminador                          | Luis Buñuel                              |
| 17   | 1978 | Cadena perpetua                                | Arturo Ripstein                          |
| 18   | 1949 | El rey del barrio                              | Gilberto Martínez Solares                |
| 19   | 1959 | El esqueleto de la señora Morales              | Rogelio A. González                      |
| 20   | 1950 | Víctimas del pecado                            | Emilio Fernández                         |
| 21   | 1962 | Tiburoneros                                    | Luis Alcoriza                            |
| 22   | 1943 | Distinto amanecer                              | Julio Bracho                             |
| 23   | 1948 | Río Escondido                                  | Emilio Fernández                         |
| 24   | 1949 | La oveja negra                                 | Ismael Rodríguez                         |
| 25   | 1946 | La otra                                        | Roberto Gavaldón                         |
| 26   | 1970 | Reed, México insurgente                        | Paul Leduc                               |
| 27   | 1947 | Nosotros los pobres                            | Ismael Rodríguez                         |
| 28   | 1948 | Salón México                                   | Emilio Fernández                         |
| 29   | 1950 | Doña Perfecta                                  | Alejandro Galindo                        |
| 30   | 1943 | Flor silvestre                                 | Emilio Fernández                         |
| 31   | 1975 | La pasión según Berenice                       | Jaime Humberto Hermosillo                |
| 32   | 1960 | La sombra del caudillo                         | Julio Bracho                             |
| 33   | 1948 | Calabacitas tiernas (¡Ay qué bonitas piernas!) | Gilberto Martínez Solares                |
| 34   | 1952 | Dos tipos de cuidado                           | Ismael Rodríguez                         |
| 35   | 1957 | El vampiro                                     | Fernando Méndez                          |
| 36   | 1944 | La barraca                                     | Roberto Gavaldón                         |
| 37   | 1943 | María Candelaria (Xochimilco)                  | Emilio Fernández                         |
| 38   | 1950 | El suavecito                                   | Fernando Méndez                          |
| 39   | 1947 | La diosa arrodillada                           | Roberto Gavaldón                         |
| 40   | 1992 | Los confines                                   | Mitl Valdez                              |
| 41   | 1964 | El gallo de oro                                | Roberto Gavaldón                         |
| 42   | 1969 | El topo                                        | Alejandro Jodorowsky                     |
| 43   | 1950 | Sensualidad                                    | Alberto Gout                             |
| 44   | 1968 | El grito                                       | Leobardo López Arretche                  |
| 45   | 1991 | Danzón                                         | María Novaro                             |
| 46   | 1950 | Susana (carne y demonio)                       | Luis Buñuel                              |
| 47   | 1955 | Ensayo de un crimen                            | Luis Buñuel                              |
| 48   | 1961 | Tlayucan                                       | Luis Alcoriza                            |
| 49   | 1956 | Ladrón de cadáveres                            | Fernando Méndez                          |
| 50   | 1983 | Frida, naturaleza viva                         | Paul Leduc                               |
| 51   | 1948 | Los tres huastecos                             | Ismael Rodríguez                         |
| 52   | 1991 | El bulto                                       | Gabriel Retes                            |
| 53   | 1979 | María de mi corazón                            | Jaime Humberto Hermosillo                |
| 54   | 1951 | La noche avanza                                | Roberto Gavaldón                         |
| 55   | 1951 | A. T. M. A toda máquina!                       | Ismael Rodríguez                         |
| 56   | 1992 | Como agua para chocolate                       | Alfonso Arau                             |
| 57   | 1943 | México de mis recuerdos                        | Juan Bustillo Oro                        |
| 58   | 1966 | Los caifanes                                   | Juan Ibáñez                              |
| 59   | 1959 | Macario                                        | Roberto Gavaldón                         |
| 60   | 1975 | El apando                                      | Felipe Cazals                            |
| 61   | 1990 | Cabeza de Vaca                                 | Nicolás Echevarría                       |
| 62   | 1967 | Juego de mentiras                              | Archibaldo Burns                         |
| 63   | 1950 | Rosauro Castro                                 | Roberto Gavaldón                         |
| 64   | 1948 | ¡Esquina bajan!                                | Alejandro Galindo                        |
| 65   | 1984 | Doña Herlinda y su hijo                        | Jaime Humberto Hermosillo                |
| 66   | 1956 | Torero                                         | Carlos Velo                              |
| 67   | 1931 | Santa                                          | Antonio Moreno                           |
| 68   | 1947 | Gángsters contra charros                       | Juan Orol                                |
| 69   | 1991 | La mujer de Benjamín                           | Carlos Carrera                           |
| 70   | 1950 | En la palma de tu mano                         | Roberto Gavaldón                         |
| 71   | 1976 | Matinée                                        | Jaime Humberto Hermosillo                |
| 72   | 1985 | Amor a la vuelta de la esquina                 | Alberto Cortés                           |
| 73   | 1949 | Doña Diabla                                    | Tito Davison                             |
| 74   | 1971 | Mecánica nacional                              | Luis Alcoriza                            |
| 75   | 1943 | Doña Bárbara                                   | Fernando de Fuentes                      |
| 76   | 1985 | Los motivos de Luz                             | Felipe Cazals                            |
| 77   | 1992 | Cronos                                         | Guillermo del Toro                       |
| 78   | 1991 | Ángel de fuego                                 | Dana Rotberg                             |
| 79   | 1935 | Luponini de Chicago                            | José Bohr                                |
| 80   | 1945 | La perla                                       | Emilio Fernández                         |
| 81   | 1983 | Nocaut                                         | José Luis García Agraz                   |
| 82   | 1943 | Santa                                          | Norman Foster i Alfredo Gómez de la Vega |
| 83   | 1946 | Los tres García                                | Ismael Rodríguez                         |
| 84   | 1937 | Águila o sol                                   | Arcady Boytler                           |
| 85   | 1942 | El baisano Jalil                               | Joaquín Pardavé                          |
| 86   | 1934 | Janitzio                                       | Carlos Navarro                           |
| 87   | 1991 | Sólo con tu pareja                             | Alfonso Cuarón                           |
| 88   | 1964 | Viento negro                                   | Servando González                        |
| 89   | 1948 | Allá en el Rancho Grande                       | Fernando de Fuentes                      |
| 90   | 1942 | Historia de un gran amor                       | Julio Bracho                             |
| 91   | 1954 | Escuela de vagabundos                          | Rogelio A. González                      |
| 92   | 1949 | La malquerida                                  | Emilio Fernández                         |
| 93   | 1944 | Las abandonadas                                | Emilio Fernández                         |
| 94   | 1934 | Dos monjes                                     | Juan Bustillo Oro                        |
| 95   | 1953 | La ilusión viaja en tranvía                    | Luis Buñuel                              |
| 96   | 1958 | La cucaracha                                   | Ismael Rodríguez                         |
| 97   | 1953 | Espaldas mojadas                               | Alejandro Galindo                        |
| 98   | 1919 | El automóvil gris                              | Enrique Rosas                            |
| 99   | 1943 | Una carta de amor                              | Miguel Zacarías                          |
| 100  | 1977 | Naufragio                                      | Jaime Humberto Hermosillo                |